# Cyrano (filme)
Cyrano é um filme britano-estadunidense de 2021 dirigido por Joe Wright e escrito por Erica Schmidt, baseado no musical de mesmo nome de 2018, que tem como base a peça Cyrano de Bergerac de Edmond Rostand. O filme é estrelado por Peter Dinklage, Haley Bennett, Kelvin Harrison Jr., Bashir Salahuddin, Ben Mendelsohn e Ray Strachan.
O filme teve sua estreia mundial no 48º Festival de Cinema de Telluride em 2 de setembro de 2021, e foi exibido por uma semana em Los Angeles em 17 de dezembro de 2021, antes de ser lançado nos cinemas nos Estados Unidos em 21 de janeiro de 2022, pela United Artists. Foi nomeado para o prêmio de Melhor Filme - Musical ou Comédia e Melhor Ator em Filme - Musical ou Comédia (Dinklage) no 79º Golden Globe Awards.

## Elenco
- Peter Dinklage como Cyrano de Bergerac
- Haley Bennett como Roxanne
- Kelvin Harrison Jr. como Christian
- Bashir Salahuddin como Le Bret[2]
- Ben Mendelsohn como De Guiche
- Ray Strachan como La Rae[3]

## Recepção
No Rotten Tomatoes, 87% de 23 críticas são positivas, com uma nota média de 7,1 de 10. O Metacritic, que usa uma média ponderada, atribuiu uma pontuação de 73 de 100 com base em sete avaliações, indicando "críticas geralmente favoráveis".